# 诸葛果
諸葛果（？—？），傳說中諸葛亮的女兒。

## 傳說
諸葛亮曾感慨，呼三子一女出迎參拜，諸葛均說：「三位兄長分別在三國出仕，一定會使我們的家族興旺。」諸葛亮卻皺眉說道：「知道周易嗎？安不忘危阿，我聽聞諸葛恪這侄子性情剛躁，非保家子弟；諸葛誕固執寡謀，恐也無法善終，我的責任又重，將以身許國。此女尚未婚嫁，常教她禳鬥之法。彼即奉事不懈，後必證仙果，所以名為諸葛果。」
成都西南有朝真觀，即乘煙觀，觀中左列有聖母先師乘煙葛女之祠。相傳，諸葛果在這裡避戰亂，最終修成仙道，羽化升天。唐天寶元年，章公始更祠為觀，奏名乘煙。

## 其他
張崇琛認為諸葛果是纯属虚构，为并不存在的人物。

## 家庭

### 父親
- 諸葛亮，字孔明，三國時期蜀漢丞相。

### 兄弟姊妹
- 諸葛喬，本為諸葛亮兄長諸葛瑾次子，後成為諸葛亮養子。官至翊武將軍，早逝。
- 諸葛瞻，諸葛亮長子。歷任騎都尉；羽林中郎將；射聲校尉、侍中、尚書僕射加軍師將軍；行都護、衛將軍、平尚書事等職，在魏滅蜀之戰中，涪城一役中戰死。
- 諸葛懷，傳說諸葛亮的幼子。